# Webster K. Cavenee
Webster K. Cavenee (* 12. September 1951) ist ein US-amerikanischer Molekulargenetiker und Krebsforscher.

## Leben und Wirken
Cavenee erwarb 1973 an der Kansas State University einen Bachelor in Biologie und 1977 mit der Arbeit Induction of hela cell 3-hydroxy-3-methylglutaryl coenzyme a reductase by glucocorticoids an der University of Kansas einen Ph.D. in Mikrobiologie. Als Postdoktorand arbeitete er am Jackson Laboratory und am Massachusetts Institute of Technology, bevor er ab 1981 für das Howard Hughes Medical Institute an der University of Utah arbeitete. 1983 erhielt er eine erste Professur für Mikrobiologie und Molekulargenetik an der University of Cincinnati. 1986 wechselte er an das Ludwig Institute for Cancer Research der McGill University, an der er Professuren für Innere Medizin, Neurologie, Pathologie und Humangenetik innehatte. Seit 1991 ist Cavenee an der University of California, San Diego Professor für Innere Medizin, von 1991 bis 2015 war er Gründungsdirektor des dortigen Ludwig Institute for Cancer Research. Sein Nachfolger wurde Richard D. Kolodner.
Cavenee ist vor allem für die Entdeckung bekannt, dass es Tumor-Suppressor-Gene gibt, womit die Knudsonhypothese („Two-Hit-Hypothese“) bestätigt werden konnte. Mutationen von Tumor-Supressor-Genen gelten als (Mit-)Ursache bei etwa der Hälfte aller Krebserkrankungen und als Ziel neuartiger Krebstherapien. Auf ihn geht der Nachweis zurück, dass der Verlust von Heterozygotie zur Krebsentstehung führen kann, erstmals am Beispiel des Retinoblastom. Spätere Arbeiten befassten sich mit dem Glioblastom und seinen genetischen Ursachen, darunter der Mutation des EGF-Rezeptors, der dadurch der gezielten Krebstherapie zugänglich wurde. Seit 2015 ist Cavenee Koordinator einer internationalen Forschungsallianz des Ludwig Institute zur Entwicklung klinischer Testverfahren zur Therapie des Glioblastoms.
Cavenee ist Autor von mehr als 300 wissenschaftlichen Publikationen.

## Auszeichnungen (Auswahl)
- 1990 Charles S. Mott Prize der General Motors Cancer Research Foundation[1]
- 1997 Mitglied der National Academy of Sciences[2]
- 1997 Mitglied der American Academy of Microbiology
- 1998 Präsident der American Association for Cancer Research[3]
- 2004 Mitglied der National Foundation for Cancer Research[4]
- 2007 Szent-Györgyi Prize der National Foundation for Cancer Research[5]
- 2007 Mitglied des Institute of Medicine (jetzt National Academy of Medicine)
- 2008 Fellow der American Association for the Advancement of Science[6]
- 2012 Mitglied der Deutschen Akademie der Naturforscher Leopoldina[7]
- 2013 Fellow der American Association for Cancer Research[8]
- 2023 Ehrendoktorat der Ruprecht-Karls-Universität Heidelberg[9]

## Schriften (Auswahl)
- Recessive oncogenes and tumor suppression, 1989
- Genetics and cancer, 1995
- The 2016 World Health Organization Classification of Tumors of the Central Nervous System: a summary. In: Acta neuropathologica 9. Mai 2016: S. 1–18